# Dringlichkeit
Dringlichkeit ist die Notwendigkeit, kurzfristig zu handeln. Die Dringlichkeit kann aus einer subjektiven Einschätzung folgen oder auf objektiven Gegebenheiten beruhen.

## Prozessmanagement
Dringliche Handlungen sind auf die nächste Zukunft gerichtet. Wenn mehrere dringliche Aufgaben miteinander konkurrieren, entsteht ein Zielkonflikt. Es müssen Prioritäten gesetzt und eine Reihenfolge festgelegt werden (Scheduling).
Dabei ist zum Beispiel bei Massenunfällen der Schutz oder die Rettung menschlichen Lebens als wichtiger einzustufen als die Sicherung von Wertgegenständen. Wenn keine Möglichkeit zum sinnvollen Handeln besteht, dann ist das Handeln auch nicht dringlich. Allerdings ist der Unterschied manchmal nicht zu erkennen.
Eine eigene Reihenfolgeplanung gibt es in der industriellen Produktion (Prioritätsregel), der Warenwirtschaft (First In – First Out) oder der Informatik (Rundlauf-Verfahren).

## Medizin – Notaufnahme
In der medizinischen Notaufnahme ist heutzutage die Anwendung des Manchester-Triage-System
weit verbreitet.

## Rechtswissenschaft
Dringlichkeit besteht insbesondere bei Gefahr im Verzug und beruht darauf, dass sich der Status quo nach einer gewissen Zeit des Zuwartens irreversibel verschlechtern würde.
Dringliche Entscheidungen rechtfertigen eine von der Regel abweichende Zuständigkeit (Eilzuständigkeit) und ein besonderes Verfahren bzw. Regelungen unter Vorbehalt wie den vorläufigen Verwaltungsakt oder gerichtliche Anordnungen ohne mündliche Verhandlung im vorläufigen Rechtsschutz mit nur summarischer (überschlägiger) Prüfung und erleichterten Beweisanforderungen (Glaubhaftmachung). Das Vorliegen der Dringlichkeit wird von Amts wegen überprüft und entfällt bei zögerlichem Verhalten des Klägers.
Eine einstweilige Verfügung im Bereich des deutschen Wettbewerbsrechts kann gem. § 12 Abs. 2 UWG auch ohne Darlegung der Eilbedürftigkeit ergehen, weil das Gesetz ihr Vorliegen vermutet, zumindest zeitlich befristet.
Die Benennung für eine Sozialwohnung nach dem Wohnungsbindungsgesetz beurteilt sich in Gebieten mit erhöhtem Wohnungsbedarf nach der sozialen Dringlichkeit. Es sind insbesondere schwangere Frauen, Familien und andere Haushalte mit Kindern, junge Ehepaare, allein stehende Elternteile mit Kindern, ältere Menschen und schwerbehinderte Menschen vorrangig zu berücksichtigen.
Die vorrangige Bearbeitung einer Auskunft nach dem Stasi-Unterlagen-Gesetz ist in § 12 Abs. 3 StUG geregelt.
Im Vergaberecht ist in Fällen besonderer Dringlichkeit eine freihändige Vergabe des Auftrags unter Verzicht auf eine öffentliche Ausschreibung zulässig. Ein Beispiel ist die Beschaffung von Sandsäcken für das Oderhochwasser 1997.
Von Dringlichkeitsrecht spricht man in der Schweizerischen Eidgenossenschaft, wenn ein Bundesorgan (Bundesversammlung oder Bundesrat) wegen zeitlicher Dringlichkeit in einem beschleunigten Verfahren vorläufig Recht setzen kann, bevor das ihm übergeordnete Organ (Volk oder Bundesversammlung) darüber definitiv entscheiden kann.